# Elecciones presidenciales de Armenia de 1996
Las elecciones presidenciales de Armenia de 1996 fueron realizadas el 22 de septiembre del mencionado año. El resultado fue la victoria de Levon Ter-Petrosián, quien obtuvo el 51.35% de los votos. La participación electoral se ubicó en una de un 60.32%.

## Contexto
Estas elecciones, fueron las segundas en realizarse desde que Armenia se independizara de la Unión Soviética en 1991. El 18 de septiembre de 1996, pocos días antes de las elecciones, el influyente Ministro de Defensa Vazgen Sargsián, declaró que estaba "satisfecho con la situación". Dirigiéndose a los partidarios de Ter-Petrosián, Sargsián proclamó que Armenia "ingresará de manera victoriosa al siglo XXI con Ter-Petrosián." Los partidos de oposición (Federación Revolucionaria Armenia, la Unión para la Autodeterminación Nacional de Paruyr Hayrikyan, y el Partido Democrático liderado por Aram Sargsián) se consolidaron alrededor de Vazgen Manukián, antiguo miembro del Comité Karabaj y anterior primer ministro.

## Resultados
| Candidato                 | Partido                            | Votos     | %    |
| ------------------------- | ---------------------------------- | --------- | ---- |
| Levon Ter-Petrosián       | Movimiento Nacional Pan-Armenio    | 646.888   | 51.3 |
| Vazgen Manukián           | Unión Democrática Nacional         | 516.129   | 41.0 |
| Sergey Badalián           | Partido Comunista Armenio          | 79.347    | 6.3  |
| Ashot Manucharián         | Unión Cívica Científico-Industrial | 7.529     | 0.6  |
| Ninguna de las anteriores | Ninguna de las anteriores          | 10.012    | 0.8  |
| Votos en blanco/nulos     | Votos en blanco/nulos              | 48.681    | –    |
| Total                     | Total                              | 1.308.548 | 100  |
| Fuente: Nohlen et al.     |                                    |           |      |

## Observación
Las elecciones se realizaron el 22 de septiembre de 1996, un día después de que se celebrara la independencia de Armenia. Tanto Ter-Petrosián como Manukián se proclamaron victoriosos. Los resultados oficiales de la primera vuelta por la Comisión Electoral Central dieron la victoria de Ter-Petrosián con un aproximado del 50% del total de los votos. Las organizaciones de observación y monitoreo fueron bastantes críticas, respecto al manejo de las elecciones. La misión de observación de la Organización para la Seguridad y Cooperación en Europa (OSCE) descubrió "graves violaciones a la ley electoral".

## Protestas y consecuencias

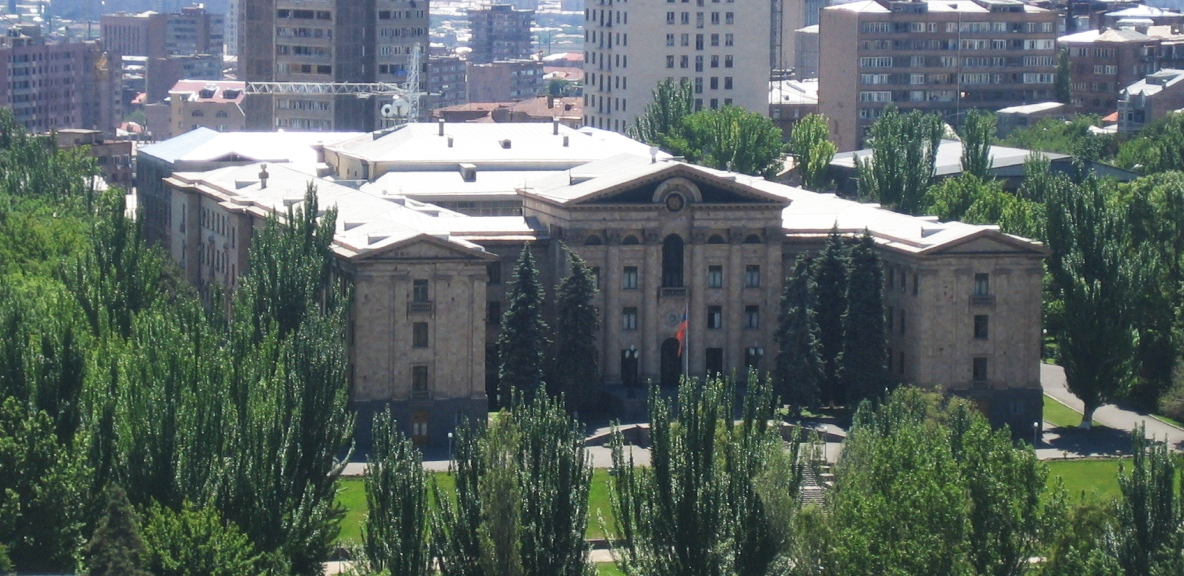
La sede de la Asamblea Nacional de Armenia en Ereván.

El líder de la oposición Vazgen Manukián recibió oficialmente el 41% de los votos y llamó a que se convocaran manifestaciones en la tarde del 23 de septiembre, afirmando un posible fraude electoral por parte de partidarios de Ter-Petrosián. Se estima que un aproximado de 200.000 personas se congregaron en la Plaza de la Libertad para protestar contra los resultados electorales. El 25 de septiembre, se reunieron en la plaza entre 150.000 y 200.000 manifestantes. Manukián condujo a los manifestantes hacia la Avenida Baghramián, donde está localizada la Asamblea Nacional de Armenia (la Comisión Electoral también yace dentro del edificio). Más tarde durante el día, los manifestantes rompieron la valla que rodeaba el parlamento armenio y tomaron el edificio. Durante el proceso, agredieron al vocero del parlamento Babken Araktsián y al vocero adjunto Ara Sahakián. Las fuerzas de seguridad fueron enviadas a Ereván para restablecer el orden. Ese mismo día, el ministro de Defensa Vazgen Sargsián declaró que "incluso si ellos [la oposición] obtuviera el 100% de los votos, ni el Ejército ni la Seguridad Nacional, ni el Ministerio del Interior reconocerían a tales dirigentes políticos". Sargsián fue criticado por Occidente tras emitir esas declaraciones. Vazgen Sargsián y el ministro de Seguridad Nacional Serzh Sargsián anunciaron en Armenia 1 TV que sus agencias respectivas han impedido un intento de golpe de Estado. El gobierno envió tanques y tropas a Ereván para hacer cumplir la prohibición de mítines y manifestaciones el 26 de septiembre de 1996. Varios líderes de la oposición fueron privados de inmunidad legal. Manukián apeló al Tribunal Constitucional para que se hicieran nuevas elecciones, pero su petición fue rechazada.

## Posterior a las elecciones
Pocos años después de las elecciones, el ''ministro de poder'' más cercano de Ter-Petrosián, Vano Siradeghián declaró en una entrevista que Ter-Petrosián cayó en una depresión durante tres meses y quería que él y Vazgen Sargsián renunciaran a sus respectivos cargos. Según él "todo el aparato estatal estuvo desmoralizado, paralizado y no se formó ningún gobierno interino durante aquellos tres meses''. A pesar de estas declaraciones, durante una entrevista realizada en febrero de 1997, Ter-Petrosián desmintió los rumores renuncia de Vazgen Sargsyan, y afirmó que "los rumores suelen ser algo inocentes –pero en este caso creo que son extremadamente peligrosos.En referencia a la renuncia del ministro Vazgen –escándalos qué– a título personal-no fueron del nada inocentes. Si se trata de una información errónea, se trató de una  desinformación mal intencionada".  Acusó a la oposición liderada por Manukián por ser un poder "en la que sus ambiciones políticas son más importantes que nuestro ejército–el conflicto entre Armenia y Artsaj–que hicieron su lema." Posteriormente el mandatario acusó a la oposición de ser irresponsables: "desconozco la razón de su existencia–pero [ellos] no han hecho ningunacontribuxión positiva hacia el conflicto con Artsaj, ya sea de forma individual o por medio  de partidos políticos."
Desde 1995 hasta su renuncia en febrero de 1998, Ter-Petrosyan fue acusado de haber llevado a cabo un presunto gobierno autoritario. El profesor de historia Stephan H. Astourian de la Universidad de California, Berkeley sugiere que después de aplastar la protesta popular por la "fuerza militar, se han pervertido los recursos legales y un presidente fue elegido de forma  fraudulenta''. Astourian afirmó que las elecciones "empañaron laimagen deTer-Petrosián, pero Occidente ni insistió en el problema", cuando "un presidente débil tiene sus medios". Occidente aumentó sus presiones hacia el presidente electo no democráticamente sobre el conflicto de Karabaj. Astourian cree que "incluso más que su imagen en Occidente, fue la autoimagen de este, su ego idel, el que se vio deteriorado."